# ミュージアム・オブ・アーツ・アンド・デザイン
座標: 北緯40度46分3秒 西経73度58分55秒 / 北緯40.76750度 西経73.98194度
ミュージアム・オブ・アーツ・アンド・デザイン (Museum of Arts and Design, MAD) は、ニューヨーク市マンハッタンにある、粘土、ガラス、金属、繊維、および木材などの様々な媒体による現代的な手工芸品の収集、保存、研究、および展示を行う施設である。

## 概要
この美術館は、年間300,000人の来場者を受け入れるが、展覧会、公共奉仕活動、および現地外でのプログラムを含めると事実上その二倍の来場者がある。
1956年に、American Craft Councilによって篤志家Aileen Osborn WebbとともにMuseum of Contemporary Craftsとして設立された。1986年、American Craft Museumと名称を変え、40 West 53rd Streetに移転した。2002年、再び名前を変え、現在のMuseum of Arts and Designとなった。2008年、現在の位置である2 Columbus Circleへ移転した。
世界で初めて嗅覚アート部門を設立し、香水の香りをアートとして展示する展覧会を行った。

## 2コロンバス・サークル
現在の新しい所在地は、5,000m²以上の面積で以前の三倍以上となった。有名アーティストから新進のアーティストまでの作品を展示する四階分のギャラリー、講義・解説や上映、パフォーマンスが行われる150席のホール、およびレストランなどが敷地内にある。宝石の研究センター、マルチメディアで以前の展示物を配信する教育センター、学生向けの体験授業、および芸術家が製作活動のために滞在（居住）する三つのスタジオがある。